# 胡蜂级炮舰
胡蜂级（德語：Wespe-Klasse）是德意志帝国海军于19世纪70年代中至80年代初入列的十一艘装甲炮舰所使用的船级。该船级由首舰胡蜂号、蝰蛇号、花蜂号、蚊子号、蝎子号、双冠蜥号、变色龙号、鳄鱼号、蝾螈号、游蛇号和熊蜂号共同组成，均以昆虫或动物命名。它们是专为防御德意志湾的泥滩和河口而设计，由不来梅的威悉船厂于1875年至1881年间建造，主舰炮为一门305毫米22倍径箍炮。
从1877年到1900年，胡蜂级舰只曾多次被用作训练船员。然而整体而言，这些舰只的在役时间很短，大部分都被搁置在预备役。在1911年从海军名录中除籍后，几乎所有同级舰都再多运用了几年，其中充当浮吊的蝰蛇号甚至一直运用至1960年代。

## 设计
克里米亚战争期间取得的经验促进了全球远洋铁甲舰和小型装甲炮舰的发展。在赫尔穆特·卡尔·贝恩哈特·冯·毛奇于1858年就任普鲁士军队总参谋长后，即开始领导制定普鲁士在北海和波罗的海沿岸的防御计划，其中便包括了“装甲海上炮舰”（Panzer-Seekanonenboote）的计划。德意志邦联方面也有类似的考量，主要涉及非普鲁士的沿海地区，但最终拒绝了普鲁士的建议。然而，装甲炮舰的规划并未就此中止，而是在接下来的几年里继续进行。普鲁士设想的需求在8至18艘之间波动。

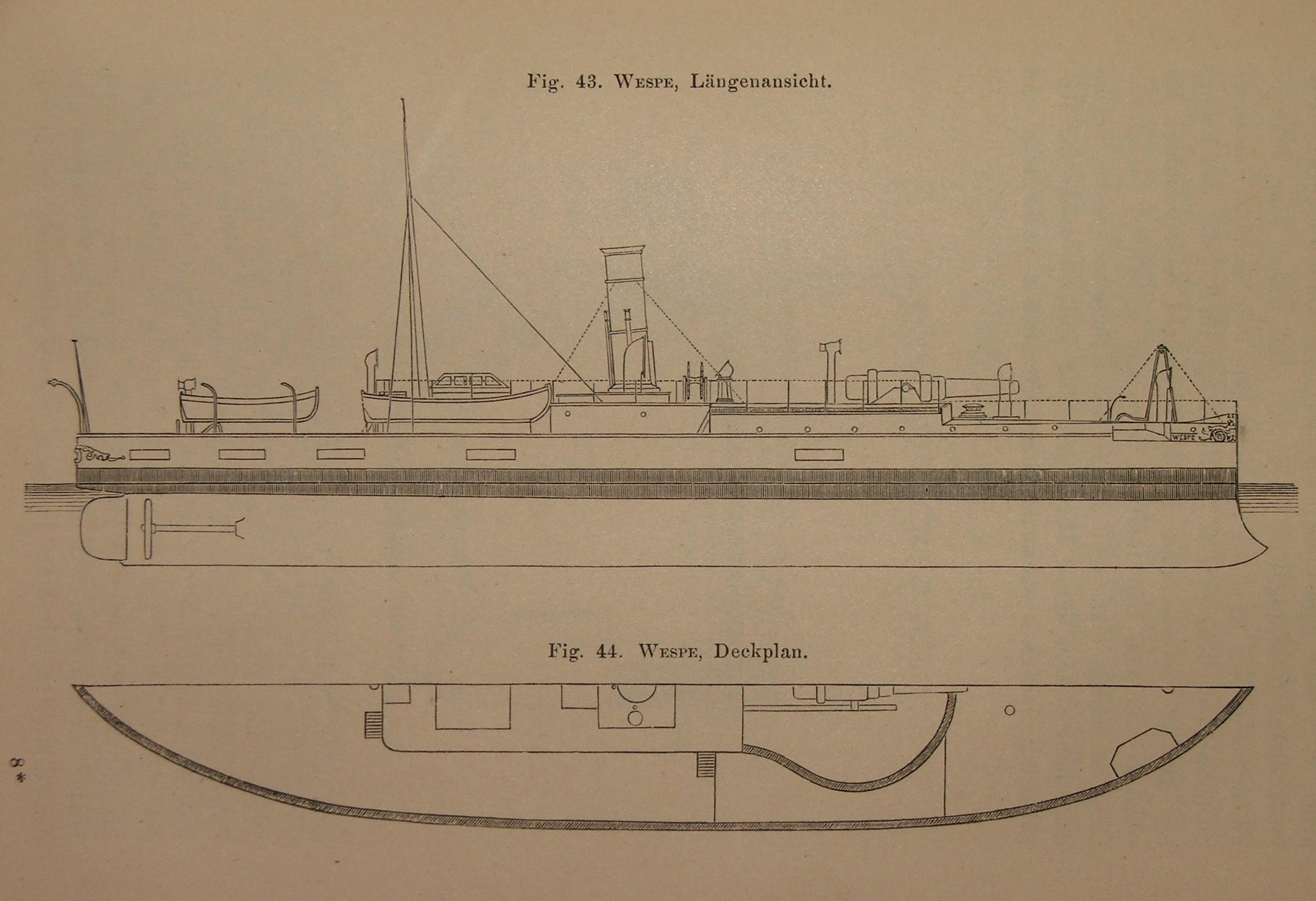
胡蜂级的初始状态草图

1871年德意志统一后，德意志帝国重新制定了舰队计划，以期强化和扩张主要继承自普鲁士海军的德意志帝国海军。其中会有七艘装甲炮舰用于防御德意志湾的大型河口。出于成本原因，当局希望避免在这些地区建造昂贵的海防工事。作为替代，炮舰应该具备浮动炮架的功能。它们计划使用相对尺寸较小和吃水较浅的船具，这样敌人便难以瞄准，并且应在必要时能够在瓦登海的干涸期正常通行。
根据这些要求，装甲炮舰的设计蓝图于1875年完成，它代表了德国海军的新型舰种。这些舰只的建造合同被发包予不来梅的威悉船厂，该船厂此前仅为帝国海军建造过莱茵号和摩泽尔号两艘浅水重炮舰。从1875年至1881年，不来梅威悉船厂共建造了十一艘装甲炮舰，但1879年估计的需求量为十三艘。装甲材料是从迪林根冶炼厂订购的，但该公司自1878年起才能够提供符合要求的质量。因此，同级的前五艘舰必须安装从英国进口的装甲板。每艘装甲炮舰的造价约为110万马克，相当于同期建造的萨克森级铁甲舰的七分之一。
胡蜂级既受到造船厂在军舰建造方面缺乏经验的影响，也受到海军设计部门对这类舰艇缺乏经验的影响。除此之外，其他国家海军在装甲舰建造发展方面也存在技术和战术方面的不确定性。因此，这些舰艇存在大量缺陷，导致了负面的评价。即使按照当时的标准，其耐波性也很差，蒸汽动力的航程太短，且船员的住宿条件也非常有限。它们因舰名而在海军内部被戏称为“昆虫分舰队”（Insektengeschwader），与预期作战区域相关的缺点也为它们获得了“泥滑梯”（Schlickrutscher）和“滩涂虫”（Wattwanzen）的绰号。尽管如此，胡蜂级的设计还是引起了国外的关注，并在英国专业媒体上进行了讨论。

### 整体特征
胡蜂级炮舰采用横向框架铁制结构，标准排水量为1,098吨，满载时则可达1,163吨。它们的水线长和全长分别为45.5米和46.4米，有10.6米的舷宽，惟吃水深度存在细微差异，其中前吃水在3.25至3.37米、后吃水在3.2至3.4米之间。舰体分为十个水密舱壁，以提高抗沉安全性。为了应付搁滩，船底板有超过一半的长度（55%）都以双层样式建造。起初舰上没有任何电气设备，它们是在1892至1893年间后续安装的。电力由单台发电机提供，它在55伏特电压下可产生的最大功率为1.9千瓦。舰只转向由单舵控制。
胡蜂级舰只的标准船员编制为3名军官和73－85名水兵，在担任部队旗舰时则可再增加3名军官和5－8名水兵。它们是差劣的海船，为了防止舰艏迎风漂转而需要猛烈压舵，并具有严重的艏摇倾向，这使得即便在4至5级风力也无法射击。此外，这些舰只也非常潮湿，即使在相对平静的海面上也会沾上大量海水。装甲炮舰由于扭矩大而不稳定且难以操纵，一旦启动转向便很难停止。如有必要，它们可以在退潮的泥滩和沙滩上搁滩，并保持静止不动。

### 推进装置
胡蜂级炮舰由两台倾斜的两缸复合式发动机提供动力，他们安装在一个共用的轮机舱内，用以驱动两副直径为2.5米的双叶螺旋桨。所有同级舰的额定功率都在700匹指示馬力（520千瓦特）以上，但在某些特定情况下，表现会显著超越这一数值，例如熊蜂号的推进系统可达到756匹指示馬力（564千瓦特），胡蜂号甚至可达到800匹指示馬力（600千瓦特）。蒸汽由分布在非密闭式锅炉舱内的四台燃煤火管锅炉提供，其中胡蜂号和蝰蛇号为立式安装，自花蜂号开始则为卧式安装，可产生4工压的所需蒸汽压力。锅炉设有八个炉膛，总受热面积为294平方米。
推进装置使舰只能够达到10.4節（19.3每小時）（胡蜂号）至11.2節（20.7每小時）（鳄鱼号）的最大航速。因此，同级的所有成员都大大超过了9節（17每小時）的设计速度。胡蜂级炮舰的贮煤量为40吨，能够以7節（13每小時）的速度巡航700海里（1,300），或以10節（19每小時）的速度的航行450海里（830）。

### 武器装备
胡蜂级炮舰的主炮是一门305毫米22倍径箍炮，安装在艏楼一个顶部开放的半圆形炮座中。炮管的最大仰角为20°，射程可达10,000米。直到1883年，这门配备38发弹药的箍炮是舰上除了撞角之外的唯一武器。在1892－1893年间，炮座还加装了一面胸墙，但其目的并非为了保护主炮免受敌方火力的伤害，而是保护主炮免受波浪和海水侵袭的影响。1883年，这些舰只又在水线下方、但仍位于撞角之上的舰艏处并排安装了两具350毫米鱼雷发射管，每管仅配备一枚鱼雷。在小规模改造的过程中，武器装备得到了加强，其中包括在舰艉两侧增设的两门87毫米24倍径箍炮，各可配备100发弹药。此外，舰上还安装了两门37毫米转膛炮。

### 装甲防护
胡蜂级舰只使用安装在柚木衬垫上的锻铁板作为装甲材料。它们没有配备由钢和铁制成的新兴复合装甲，尽管后者的防护力要强得多。水线装甲带覆盖了舰只的整个长度，从水线下方约75毫米处一直延伸至上甲板。它由102至203毫米厚的铁板和210毫米厚的柚木底座组成。炮座整体受到203毫米厚的装甲防护，柚木底座同样为210毫米厚。装甲甲板则采用双层斜面设计，厚度分别为22和28毫米。1892－93年间增建的司令塔也配备有20毫米厚的装甲。

## 同级舰

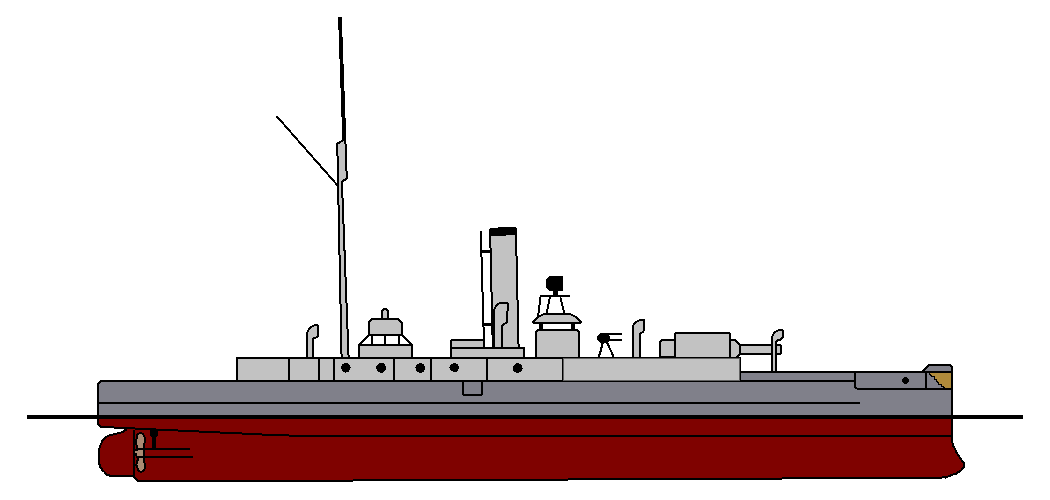
胡蜂级于1900年的状态草图

| 舰名     | 出处   | 船厂           | 下水           | 投运           | 除籍          | 结局                   |
| -------- | ------ | -------------- | -------------- | -------------- | ------------- | ---------------------- |
| 胡蜂号   | 胡蜂   | 不来梅威悉船厂 | 1876年7月6日   | 1876年11月26日 | 1909年6月28日 | 1910年改作平底驳船     |
| 蝰蛇号   | 蝰     | 不来梅威悉船厂 | 1876年9月21日  | 1877年3月27日  | 1909年6月28日 | 作为浮吊运用至1962年   |
| 花蜂号   | 花蜂   | 不来梅威悉船厂 | 1876年12月2日  | 1877年8月20日  | 1910年9月27日 | 1921年拆解             |
| 蚊子号   | 蚊     | 不来梅威悉船厂 | 1877年5月5日   | 1878年2月25日  | 1911年3月18日 | 1921年拆解             |
| 蝎子号   | 蝎子   | 不来梅威悉船厂 | 1877年5月19日  | 1877年12月12日 | 1911年3月18日 | 1924年拆解             |
| 双冠蜥号 | 双冠蜥 | 不来梅威悉船厂 | 1878年9月14日  | 1880年8月20日  | 1910年9月27日 | 1920年拆解             |
| 变色龙号 | 变色龙 | 不来梅威悉船厂 | 1878年12月21日 | 1879年11月10日 | 1909年6月28日 | 1910年改作平底驳船     |
| 鳄鱼号   | 鳄     | 不来梅威悉船厂 | 1879年9月13日  | 1880年5月7日   | 1911年3月18日 | 1918年拆解             |
| 蝾螈号   | 蝾螈   | 不来梅威悉船厂 | 1880年1月6日   | 1880年10月11日 | 1909年6月28日 | 1910年搁浅，1936年拆解 |
| 游蛇号   | 游蛇   | 不来梅威悉船厂 | 1880年9月29日  | 1881年5月20日  | 1911年3月18日 | 1946年拆解             |
| 熊蜂号   | 熊蜂   | 不来梅威悉船厂 | 1881年2月12日  | 1881年8月28日  | 1910年9月27日 | 1945年遭击沉           |

## 运用历史
装甲炮舰的运用始于胡蜂号在1876年11月26日交付使用并进行海试。然而，胡蜂级舰只直到1880年之后才得到定期运用，当时军方在每年夏季和秋季会抽调几艘（但从未超过五艘）用于培训船员，偶尔也投入年度秋季舰队演习使用。在1882年夏天的英国干预埃及暴动期间，德国政府曾计划在地中海部署多艘炮舰，但并未实现。这年只有熊蜂号得到活跃运用，之后是1883年的蝾螈号。从1885年到1891年，每年的8月和9月都会组建一支训练部队，由两艘此前从未入役的蝰蛇号和蚊子号，以及蝾螈号构成。部队中的第四艘舰分别为1885年的胡蜂号自1886年起的变色龙号。虽然其中的三艘装甲炮舰会在训练结束后退役，但蚊子号于冬季仍然作为北海预备役支队的常规舰活动。
在1892年和1893年，没有同级舰得到运用，它们均返厂接受了小规模改造。这些舰只获得了一座新的装甲司令塔和四门额外的小型火炮。从1894年起，游蛇号会在每年夏季入役，而鳄鱼号于1894年至1895年、蚊子号于1895年至1898年、以及蝎子号于1898年至1900年间均是全年作为常规舰服役。其中在1887年和1900年，这四艘舰都被用作部队训练。随着1900年9月24日最后一次停运，胡蜂级的役期正式结束。此后除了蚊子号外，这些舰只鲜有进一步运用。花蜂号的在役时间最短，仅于1881年至1884年间活跃了81天。此外，双冠蜥号在1880年和1881年服役了125天之后，便被封存了29年之久，直到除籍都没有再次运用。
在1909至1911年间，所有胡蜂级成员均从海军名录中除籍。随后，它们被改作各种用途，在军方或私人买家中进行密闭性试验、充当浮动车间或平底驳船。蝾螈号本以52,000马克的价格转售至杜塞尔多夫，但它却于1910年11月在卡斯特里克姆以西海域搁浅，不得不被遗弃。其舰艛于1936年拆除，残骸的其余部分则已淤塞。熊蜂号是作为供应舰移送斯维讷明德，1945年5月4日在当地以194号防空舰（194. Flakschiff）的名义遭航空炸弹击沉，成为同级第二艘损失的舰只。而蝰蛇号作为胡蜂级最后一艘被改造为浮吊的成员，则一直运用到1962年。